# Afternoons in Utopia
Afternoons in Utopia ist das zweite Studioalbum von Alphaville. Es wurde im Juni 1986 von Warner Music veröffentlicht. Das Album wurde zwischen September 1985 und Mai 1986 mit etwa 30 Gastmusikern und -sängern aufgenommen.

## Stil und Inhalt
Der Synthiepop des ersten Albums wird an einigen Stellen durch Elemente anderer Musikstile aufgebrochen. Die Texte des Albums, das von einigen Rezensenten in die Nähe eines Konzeptalbums gerückt wird, enthalten mehrere Verweise auf kosmische Wesenheiten, darunter Kometen, den Planeten Mars und seine Landschaft sowie ein Raumschiff. Im Booklet wird das Wort „smile“ („lächeln“) in den Liedern Afternoons in Utopia, Lassie Come Home und Red Rose als „S.M.I².L.E.“ gedruckt, ein Verweis auf Timothy Leary. Die Abkürzung steht für „Space Migration, Increased Intelligence, [and] Life Extension“. („Weltraummigration, erhöhte Intelligenz [und] Lebensverlängerung“).
Marian Gold, Sänger der Band, schrieb in einem Kommentar zum Song Sensations im Booklet der Kompilation First Harvest 1984-92 von 1992, dass sich die Botschaft der Musik von ihrem vorherigen Album unterscheide:

„Manchmal sagten die Leute: ‚Sind sie jetzt verrückt geworden? Mit Delfinen reden und so !!‘ Aber ich denke, wenn wir einmal die Sprache der Delfine gelernt haben –- diesen gegenseitigen Ansatz –-, könnte dies der Moment bedeutender Veränderungen in unserer durcheinandergebrachten Zivilisation sein.“

## Titelliste
Alle Lieder wurden von Ricky Echolette, Marian Gold und Bernhard Lloyd geschrieben, außer wo angegeben.
| Nr. | Titel                | Autor(en)                  | Länge |
| --- | -------------------- | -------------------------- | ----- |
| 1.  | IAO                  |                            | 0:42  |
| 2.  | Fantastic Dream      |                            | 3:56  |
| 3.  | Jerusalem            |                            | 4:09  |
| 4.  | Dance with Me        |                            | 3:59  |
| 5.  | Afternoons in Utopia |                            | 3:08  |
| 6.  | Sensations           |                            | 4:24  |
| 7.  | 20th Century         |                            | 1:25  |
| 8.  | The Voyager          |                            | 4:37  |
| 9.  | Carol Masters        |                            | 4:32  |
| 10. | Universal Daddy      |                            | 3:57  |
| 11. | Lassie Come Home     |                            | 6:59  |
| 12. | Red Rose             |                            | 4:05  |
| 13. | Lady Bright          | Albert & The Heart of Gold | 0:43  |

## Rezeption
Die Kritiken für das Album waren im Allgemeinen positiv. Allmusic schrieb: „At points things are just bad yup-funk for wine bars, but a couple of misfires aside, Afternoons in Utopia holds up well.“ („An manchen Stellen ist das Material nur schlechter Yuppie-Funk für Weinbars, aber, von ein paar Aussetzern abgesehen, hält sich Afternoons in Utopia gut.“) Die Webseite resümierte: „While at the time Afternoons in Utopia got lost in a welter of mid-’80s Euro releases with airbrushing and bad synth playing galore, in retrospect it’s actually a successful endeavour, perfectly evocative of a mainstream style long vanished while containing its own artistic worth.“ („Während sich zur damaligen Zeit Afternoons in Utopia in einer Masse von Mittachtziger-Euroveröffentlichungen mit Airbrush und viel schlechtem Synthesizerspiel verlor, ist es im Rückblick eigentlich ein erfolgreiches Unterfangen, perfekt den lange ausgelaugten Mainstreamstil vermeidend, während es seinen eigenen künstlerischen Wert behält.“)
In Deutschland erreichte Afternoons in Utopia Rang 13 der Albumcharts und konnte sich 14 Wochen in den Charts platzieren. In der Schweizer Hitparade erreichte das Album in sieben Chartwochen mit Rang zwölf seine höchste Chartnotierung, in den Vereinigten Staaten innerhalb von sechs Chartwochen mit Rang 174. In allen drei Ländern erreichte Alphaville mit Afternoons in Utopia zum zweiten Mal die Albumcharts.
| ChartsChartplatzierungen       | Höchstplatzierung | Wochen |
| ------------------------------ | ----------------- | ------ |
| Deutschland (GfK)              | 13 (14 Wo.)       | 14     |
| Schweiz (IFPI)                 | 12 (7 Wo.)        | 7      |
| Vereinigte Staaten (Billboard) | 174 (6 Wo.)       | 6      |